# Park Jeong-su
Park Jeong-su (escritura hangul: 박정수 (Park Jeongsu); 12 de abril de 1994) es un futbolista surcoreano que juega como defensa en el Sagan Tosu de la J1 League de Japón.

## Clubes
| Club                | País  | Año       |
| ------------------- | ----- | --------- |
| Yokohama F. Marinos | Japón | 2016-2017 |
| Kashiwa Reysol      | Japón | 2018-     |
| Sagan Tosu (cedido) | Japón | 2019-     |